# Immeuble Tallberg (Aleksanterinkatu)
Pour les articles homonymes, voir Tallberg.
L'immeuble Tallberg (en finnois : Tallbergin talo) est un bâtiment historique du quartier de Kluuvi à Helsinki.

## Description
Construit en 1899, l'immeuble est situé au 21, rue Aleksanterinkatu à côté de l'immeuble Hermes.
Conçu par S. Michailoff puis par Elia Heikel, le bâtiment commercial présente alors une architecture unique dont on dit qu'il a des fenêtres immenses.
Quand est ouvert le couloir urbain (en finnois : City-käytävä) qui traverse l'immeuble, Eliel Saarinen conçoit en 1909 les modifications des bâtiments de la cour.
En 1932, la statue des Trois Forgerons est érigée devant l'immeuble.
De nos jours, l'immeuble abrite, entre autres, les sièges de la banque Aktia et de la société eQ.